# Bloc québécois
El Bloque Quebequés (en francés Bloc québécois, BQ) es un partido político a nivel federal de Canadá, pero establecido exclusivamente en Quebec. Está a favor de la independencia de Quebec y de la socialdemocracia. La primera misión del Bloque es establecer las condiciones necesarias para la realización de la soberanía de Quebec, defendiendo al mismo tiempo los intereses de la población quebequesa en el Parlamento canadiense.
El Bloque trabaja estrechamente con el también soberanista Partido Quebequés. Las personas que apoyan al Bloque Quebequés son conocidos bajo el nombre de «bloquistas» (Bloquistes en francés).
Debido a la naturaleza del partido, los candidatos del Bloque se presentan sólo en circunscripciones federales de Quebec, ya que su objetivo principal es promover la independencia de Quebec. El Bloque es el único partido político federal en la Cámara de los Comunes de Canadá que es activo sólo en una única provincia. También es el único partido político que, por cuestiones matemáticas, no puede formar un gobierno, algo que no se plantean.
En las seis elecciones federales celebradas de 1993 a 2011, el Bloque ganó la mayoría de los 75 escaños asignados a Quebec hasta 2011, cuando solo obtuvo cuatro escaños. Con tales resultados perdió su estatuto de partido oficial en la Cámara de los Comunes, que garantiza un presupuesto para investigación y el derecho a la palabra mínimo. En las elecciones legislativas de 2015 el Bloque logra 10 escaños, pero no alcanza los 12 escaños mínimos para ser considerado partido oficial.
El presidente del Bloque es Yves Perron y el líder del partido Yves-François Blanchet.
En las elecciones federales de Canadá de 2019 obtiene 32 escaños superando así los 12 escaños necesarios para ser considerado partido oficial. En las elecciones federales de 2021 ascendió a 34 escaños.

## Elecciones federales
|  | 13,5 % |

|  | 49,3 % |

|  | 10,7 % |

|  | 37,9 % |

|  | 10,7 % |

|  | 39,9 % |

|  | 12,4 % |

|  | 48,9 % |

|  | 10,5 % |

|  | 42,1 % |

|  | 10,0 % |

|  | 38,1 % |

|  | 6,0 % |

|  | 23,4 % |

|  | 4,7 % |

|  | 19,3 % |

|  | 7,7 % |

|  | 32,5 % |

|  | 7,64 % |

|  | 32,1 % |

|  | 6,29 % |

|  | 22,7 % |

### Diputados del 2015-2019

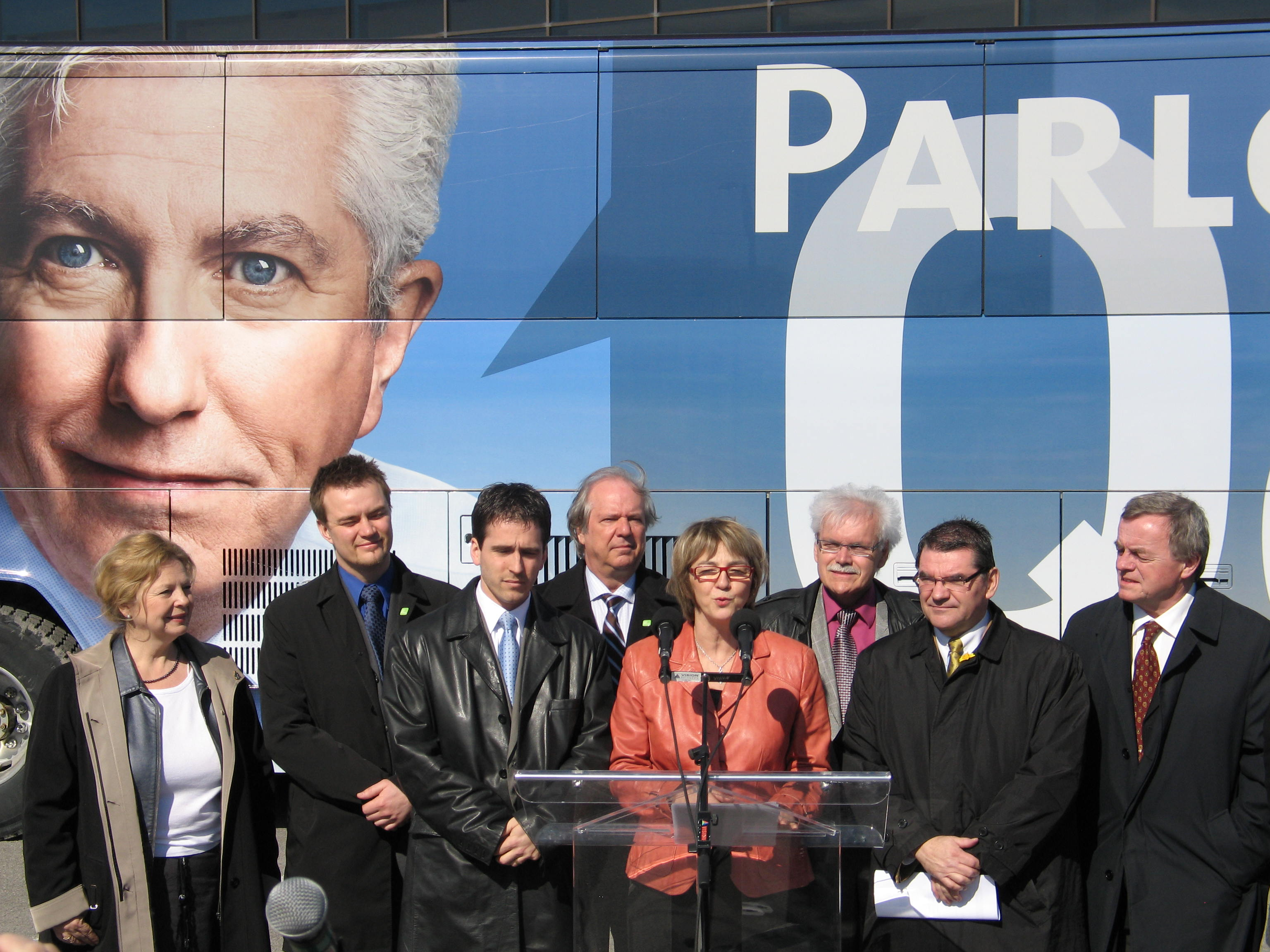
Candidatos del Bloque Quebequés durante la campaña electoral de 2011.

En las elecciones legislativas federales celebradas el 19 de octubre de 2015 el Bloque logró 10 escaños. Entre ellos es reelegido Louis Plamondon el único diputado que con experiencia parlamentaria en esta legislatura.
Gilles Duceppe, que lideró el Bloque durante la campaña fue derrotado y anunció su dimisión el 22 de septiembre de 2015 sustituyéndole de manera interina el diputado Rhéal Fortin. El Presidente del Bloque y antiguo líder, Mario Beaulieu ha sido elegido. Con 10 diputados el bloque mejora el resultado de 2011 en diputados a pesar de que el número de votos que obtiene es ligeramente inferior. Le faltan, sin embargo, dos diputados para recuperar el estatuto de partido oficial y los medios económicos oficiales de apoyo.

### Diputados del 2019-2021
- Xavier Barsalou-Duval (Pierre-Boucher—Les Patriotes—Verchères)* Xavier Barsalou-Duval, Pierre-Boucher-Verchères-Les-Patriotes
- Mario Beaulieu (La Pointe-de-l'Île)* Mario Beaulieu, La Pointe-De-L'Île
- Stéphane Bergeron (Montarville)
- Sylvie Bérubé (Abitibi—Baie-James—Nunavik—Eeyou)
- Yves-François Blanchet (Beloeil—Chambly)
- Maxime Blanchette-Joncas (Rimouski-Neigette—Témiscouata—Les Basques)
- Michel Boudrias (Terrebonne)* Michel Boudrias, Terrebonne
- Alexis Brunelle-Duceppe (Lac-Saint-Jean)
- Louise Chabot (Thérèse-De Blainville)
- Martin Champoux (Drummond)
- Louise Charbonneau (Trois-Rivières)
- Claude DeBellefeuille (Salaberry—Suroît)
- Caroline Desbiens (Beauport—Côte-de-Beaupré—Île-d'Orléans—Charlevoix)
- Luc Desilets (Rivière-des-Mille-Îles)
- Rhéal Fortin (Rivière-du-Nord)* Rhéal Fortin, Rivière-Du-Nord
- Marie-Hélène Gaudreau (Laurentides—Labelle)
- Marilène Gill (Manicouagan)* Marilène Gill, Manicouagan
- Andréanne Larouche (Shefford)
- Sébastien Lemire (Abitibi—Témiscamingue)
- Simon Marcil (Mirabel)* Simon Marcil, Mirabel
- Kristina Michaud (Avignon—La Mitis—Matane—Matapédia)
- Christine Normandin (Saint-Jean)
- Monique Pauzé (Repentigny)* Monique Pauzé, Repentigny (Lanaudière).
- Yves Perron (Berthier—Maskinongé)
- Louis Plamondon (Bécancour—Nicolet—Saurel)* Louis Plamondon , Bécancour-Nicolet-Saurel (Centre-du-Québec).
- Simon-Pierre Savard-Tremblay (Saint-Hyacinthe—Bagot)
- Mario Simard (Jonquière)
- Gabriel Ste-Marie (Joliette)* Gabriel Ste-Marie, Joliette (Lanaudière).
- Luc Thériault (Montcalm)* Luc Thériault (2019-presente), Montcalm  (Lanaudière).
- Alain Therrien (La Prairie)
- Denis Trudel (Longueuil—Saint-Hubert)
- Julie Vignola (Beauport—Limoilou)

## Líderes y presidentes
| Líder           | Presidencia     | Fechas                                            | Líder oficial de la oposición |
| --------------- | --------------- | ------------------------------------------------- | ----------------------------- |
| Lucien Bouchard | Lucien Bouchard | 25 de julio de 1990 - 15 de enero de 1996         | 1993-1996                     |
| Michel Gauthier | Michel Gauthier | 17 de febrero de 1996 - 14 de marzo de 1997       | 1996-1997                     |
| Gilles Duceppe  | Gilles Duceppe  | 15 de marzo de 1997 - 2 de mayo de 2011           | 1997                          |
| Daniel Paillé   | Daniel Paillé   | 11 de diciembre de 2011 - 16 de diciembre de 2013 | -                             |
| Mario Beaulieu  | Mario Beaulieu  | 14 de junio de 2014 - 10 de junio de 2015         | -                             |
| Gilles Duceppe  | Mario Beaulieu  | 10 de junio de 2015 - 22 de octubre de 2015       | -                             |

Cinco interinos :
- Gilles Duceppe entre Lucien Bouchard y Michel Gauthier del 16 de enero al 16 de febrero de 1996
- Vivian Barbot entre los mandatos de Gilles Duceppe y Daniel Paillé del 2 de mayo de 2011 (14 años) al 11 de diciembre de 2011 (13 años)
- André Bellavance después Daniel Paillé
- Jean-François Fortin después André Bellavance para que este último fuera autorizado a presentarse a las elecciones en 2014
- Rhéal Fortin tras la dimisión de Gilles Duceppe el 22 de octubre de 2015.